# Moncucco Torinese
Moncucco Torinese är en ort och kommun i provinsen Asti i regionen Piemonte i Italien. Kommunen hade 890 invånare (2018).